# Chamaita hirta
Chamaita hirta là một loài bướm đêm thuộc phân họ Arctiinae, họ Erebidae.